# Ponselle (krater)
Ponselle är en nedslagskrater med en diameter på 57 kilometer, på planeten Venus. Ponselle har fått sitt namn efter den amerikanska operasångerskan Rosa Ponselle.